# Saudemont
Saudemont és un municipi francès situat al departament del Pas de Calais i a la regió dels Alts de França. L'any 2007 tenia 433 habitants.

## Demografia

### Població
El 2007 la població de fet de Saudemont era de 433 persones. Hi havia 146 famílies de les quals 28 eren unipersonals (8 homes vivint sols i 20 dones vivint soles), 55 parelles sense fills, 55 parelles amb fills i 8 famílies monoparentals amb fills.
La població ha evolucionat segons el següent gràfic:
Habitants censats

### Habitatges
El 2007 hi havia 169 habitatges, 158 eren l'habitatge principal de la família, 3 eren segones residències i 8 estaven desocupats. 164 eren cases i 5 eren apartaments. Dels 158 habitatges principals, 135 estaven ocupats pels seus propietaris i 23 estaven llogats i ocupats pels llogaters; 4 tenien dues cambres, 20 en tenien tres, 39 en tenien quatre i 95 en tenien cinc o més. 139 habitatges disposaven pel capbaix d'una plaça de pàrquing. A 51 habitatges hi havia un automòbil i a 97 n'hi havia dos o més.

### Piràmide de població
La piràmide de població per edats i sexe el 2009 era:
| Homes | Edats   | Dones |
| ----- | ------- | ----- |
| 0     | 95 o +  | 0     |
| 0     | 90 a 94 | 0     |
| 0     | 85 a 89 | 0     |
| 0     | 80 a 84 | 0     |
| 0     | 75 a 79 | 8     |
| 12    | 70 a 74 | 20    |
| 8     | 65 a 69 | 0     |
| 8     | 60 a 64 | 8     |
| 4     | 55 a 59 | 12    |
| 16    | 50 a 54 | 16    |
| 16    | 45 a 49 | 16    |
| 12    | 40 a 44 | 4     |
| 4     | 35 a 39 | 24    |
| 20    | 30 a 34 | 16    |
| 28    | 25 a 29 | 0     |
| 8     | 20 a 24 | 24    |
| 8     | 15 a 19 | 16    |
| 12    | 10 a 14 | 4     |
| 4     | 5 a 9   | 8     |
| 20    | 0 a 4   | 12    |

## Economia
El 2007 la població en edat de treballar era de 286 persones, 204 eren actives i 82 eren inactives. De les 204 persones actives 187 estaven ocupades (102 homes i 85 dones) i 17 estaven aturades (7 homes i 10 dones). De les 82 persones inactives 33 estaven jubilades, 23 estaven estudiant i 26 estaven classificades com a «altres inactius».

### Ingressos
El 2009 a Saudemont hi havia 165 unitats fiscals que integraven 450,5 persones, la mediana anual d'ingressos fiscals per persona era de 17.840 €.

### Activitats econòmiques
Dels 14 establiments que hi havia el 2007, 1 era d'una empresa alimentària, 2 d'empreses de construcció, 2 d'empreses de comerç i reparació d'automòbils, 1 d'una empresa de transport, 1 d'una empresa d'hostatgeria i restauració, 1 d'una empresa financera, 1 d'una empresa immobiliària, 3 d'empreses de serveis, 1 d'una entitat de l'administració pública i 1 d'una empresa classificada com a «altres activitats de serveis».
Dels 3 establiments de servei als particulars que hi havia el 2009, 1 era un taller de reparació d'automòbils i de material agrícola, 1 guixaire pintor i 1 fusteria.
L'any 2000 a Saudemont hi havia 12 explotacions agrícoles que ocupaven un total de 378 hectàrees.

## Equipaments sanitaris i escolars
El 2009 hi havia una escola elemental integrada dins d'un grup escolar amb les comunes properes formant una escola dispersa.

## Poblacions més properes
El següent diagrama mostra les poblacions més properes.